# ناقوس آزادی
ناقوس آزادی، واقع در فیلادلفیا، نماد فرهنگی انقلاب آمریکا است که در سال ۱۷۵۲ ساخته شده‌است. جایگاه این ناقوس قبلاً در مناره کلیسأ تالار استقلال بوده‌است. این زنگ در کارخانهٔ ناقوس‌سازی وایتچپل واقع در بریتانیا ساخته شده‌است و سپس به پنسیلوانیا منتقل گشته است. شکاف روی این ناقوس پس از اولین زنگ زدن در پنسیلوانیا اتفاق افتاده است. در سال‌های نخستین از این ناقوس برای احضار قانون‌گزاران جهت تشکیل جلسات مربوط به وضع قانون، یا گردآوری مردم برای اعلامیه دادن به آن‌ها استفاده می‌شده‌است.